# Championnat de France féminin de football 1974-1975
Navigation
1975-1976
Le Championnat de France féminin 1974-1975  est la 1re édition du championnat de France féminin de football. 
Le premier niveau national du championnat féminin oppose seize clubs français répartis dans quatre groupes de quatre équipes, en une série de trois rencontres. Les deux meilleures équipes de chaque groupe sont qualifiées pour les quarts de finale de la compétition. La phase finale consiste en trois tours de confrontations directes aller-retour, à l'exception de la finale qui ne se joue que sur un match.
Les dernières places de chaque groupe du championnat sont synonymes de relégation en division inférieure. 
À l'issue de la saison, le Stade de Reims décroche le premier titre de champion de France de son histoire en battant en finale l'AS Orléans, sur le score de cinq buts à zéro. Dans le bas du classement, le Caluire SCSC, l'US Cannes-Bocca, l'ARC Cavaillon, l'US Fourmieset le SC Challans sont relégués en division inférieure.

## Participants
Ces tableaux présentent les seize équipes qualifiées pour disputer le championnat 1974-1975. On y trouve le nom des clubs, la date de création du club, le nom des stades ainsi que la capacité de ces derniers.
Le championnat comprend quatre groupes de quatre équipes.
| Nom du club    | Date de création | Stade                 | Capacité |
| -------------- | ---------------- | --------------------- | -------- |
| VGA Saint-Maur | 1968             | Stade Adolphe-Chéron  | -        |
| Stade de Reims | 1968             | Stade Auguste-Delaune | 25 000   |
| FC Rouen       | 1970             | Stade de la Ferme     | -        |
| US Fourmies    | 1971             | -                     | -        |

| Nom du club    | Date de création | Stade               | Capacité |
| -------------- | ---------------- | ------------------- | -------- |
| FC Metz        | -                | -                   | -        |
| FC Vendenheim  | 1974             | Stade Waldeck       | -        |
| AS Valentigney | -                | Stade des Longines  | -        |
| ESF Vitry      | 1969             | Parc Fabien Ghiloni | -        |

| Nom du club            | Date de création | Stade                     | Capacité |
| ---------------------- | ---------------- | ------------------------- | -------- |
| AS Romagnat            | -                | -                         | -        |
| Caluire SCSC           | 1968             | Stade Terre des Lièvres   | -        |
| Cannes-Bocca Olympique | -                | Stade Pierre de Coubertin | -        |
| ARC Cavaillon          | 1971             | Stade Pagnetti            | 2 200    |

| Nom du club   | Date de création | Stade               | Capacité |
| ------------- | ---------------- | ------------------- | -------- |
| AS Orléans    | 1970             | -                   | -        |
| Bergerac Foot | -                | -                   | -        |
| Limoges FC    |                  | Stade du Mas Loge   | -        |
| SC Challans   | 1970             | Stade Jean Léveillé | -        |

Localisation des clubs engagés dans le championnat
| \| VGA Saint-Maur Stade de Reims FC Rouen US Fourmies FC Metz FC Vendenheim AS Valentigney ESF Vitry AS Romagnat Caluire SCSC Cannes-Bocca Olympique ARC Cavaillon AS Orléans Bergerac Foot Limoges FC SC Challans \| |
| VGA Saint-Maur Stade de Reims FC Rouen US Fourmies FC Metz FC Vendenheim AS Valentigney ESF Vitry AS Romagnat Caluire SCSC Cannes-Bocca Olympique ARC Cavaillon AS Orléans Bergerac Foot Limoges FC SC Challans       |

## Compétition

### Premier Tour

#### Classements
Le classement est calculé avec le barème de points suivant : une victoire vaut deux points, le match nul un et la défaite zéro.
Critères de départage en cas d'égalité au classement :
1. classement aux points des matchs joués entre les clubs ex æquo ;
2. différence entre les buts marqués et les buts concédés par chacun d’eux au cours des matchs qui les ont opposés ;
3. différence entre les buts marqués et les buts concédés sur la totalité des matchs joués dans le championnat ;
4. plus grand nombre de buts marqués sur la totalité des matchs joués dans le championnat ;
5. en cas de nouvelle égalité, une rencontre supplémentaire aura lieu sur terrain neutre avec, éventuellement, l’épreuve des tirs au but.

| Rang | Équipe         | Pts | J | G | N | P | Bp | Bc | Diff |
| ---- | -------------- | --- | - | - | - | - | -- | -- | ---- |
| 1    | Stade de Reims | 6   | 3 | 3 | 0 | 0 | 22 | 1  | +21  |
| 2    | FC Rouen       | 4   | 3 | 2 | 0 | 1 | 9  | 3  | +6   |
| 3    | US Fourmies    | 2   | 3 | 1 | 0 | 2 | 1  | 13 | -12  |
| 4    | VGA Saint-Maur | 0   | 3 | 0 | 0 | 3 | 0  | 15 | -15  |

|  | Qualifié pour les quarts de finale.                                                                                |
|  | Relégué en division inférieure.                                                                                    |
|  | Rétrogradé administrativement.                                                                                     |
|  | Pts points ; G victoires ; N match nuls ; P défaites Bp buts marqués ; Bc buts encaissés ; Diff différence de buts |

| Rang | Équipe         | Pts | J | G | N | P | Bp | Bc | Diff |
| ---- | -------------- | --- | - | - | - | - | -- | -- | ---- |
| 1    | FC Vendenheim  | 5   | 3 | 2 | 1 | 0 | 10 | 1  | +9   |
| 2    | FC Metz        | 4   | 3 | 2 | 0 | 1 | 2  | 3  | -1   |
| 3    | ESF Vitry      | 3   | 3 | 1 | 1 | 1 | 2  | 2  | 0    |
| 4    | AS Valentigney | 0   | 3 | 0 | 0 | 3 | 0  | 8  | -8   |

|  | Qualifié pour les quarts de finale.                                                                                |
|  | Relégué en division inférieure.                                                                                    |
|  | Pts points ; G victoires ; N match nuls ; P défaites Bp buts marqués ; Bc buts encaissés ; Diff différence de buts |

| Rang | Équipe                 | Pts | J | G | N | P | Bp | Bc | Diff |
| ---- | ---------------------- | --- | - | - | - | - | -- | -- | ---- |
| 1    | Caluire SCSC           | 6   | 3 | 3 | 0 | 0 | 10 | 2  | +8   |
| 2    | ARC Cavaillon          | 3   | 3 | 1 | 1 | 1 | 5  | 5  | 0    |
| 3    | AS Romagnat            | 2   | 3 | 1 | 0 | 2 | 8  | 9  | -1   |
| 4    | Cannes-Bocca Olympique | 1   | 3 | 0 | 1 | 2 | 3  | 10 | -7   |

|  | Qualifié pour les quarts de finale. Rétrogradé administrativement.                                                 |
|  | Relégué en division inférieure.                                                                                    |
|  | Pts points ; G victoires ; N match nuls ; P défaites Bp buts marqués ; Bc buts encaissés ; Diff différence de buts |

| Rang | Équipe        | Pts | J | G | N | P | Bp | Bc | Diff |
| ---- | ------------- | --- | - | - | - | - | -- | -- | ---- |
| 1    | Bergerac Foot | 6   | 3 | 3 | 0 | 0 | 19 | 6  | +13  |
| 2    | AS Orléans    | 3   | 3 | 1 | 1 | 1 | 13 | 15 | -2   |
| 3    | Limoges FC    | 2   | 3 | 0 | 2 | 1 | 8  | 9  | -1   |
| 4    | SC Challans   | 1   | 3 | 0 | 1 | 2 | 7  | 17 | -10  |

|  | Qualifié pour les quarts de finale.                                                                                |
|  | Relégué en division inférieure.                                                                                    |
|  | Pts points ; G victoires ; N match nuls ; P défaites Bp buts marqués ; Bc buts encaissés ; Diff différence de buts |

Nota :
1. ↑  L'US Fourmies est relégué pour raison administrative à la fin de la saison.
2. ↑  Le VGA Saint-Maur est finalement maintenu à la suite des désistements de trois autres équipes.
3. ↑  L'AS Valentigney est finalement maintenu à la suite des désistements de trois autres équipes.
4. 1 2  Le Caluire SCSC et l'ARC Cavaillon sont relégués pour raison administrative à la fin de la saison.

#### Résultats
Source : Erik Garin et Hervé Morard, « France - List of Women Final Tables », sur rsssf.com
| 1re journée    | 1re journée | 1re journée    |
| Club           | Score       | Club           |
| -------------- | ----------- | -------------- |
| VGA Saint-Maur | 0 - 1       | US Fourmies    |
| FC Rouen       | 1 - 3       | Stade de Reims |
| 2e journée     |             |                |
| Club           | Score       | Club           |
| US Fourmies    | 0 - 4       | FC Rouen       |
| Stade de Reims | 10 - 0      | VGA Saint-Maur |
| 3e journée     |             |                |
| Club           | Score       | Club           |
| FC Rouen       | 4 - 0       | VGA Saint-Maur |
| Stade de Reims | 9 - 0       | US Fourmies    |

| 1re journée      | 1re journée | 1re journée      |
| Club             | Score       | Club             |
| ---------------- | ----------- | ---------------- |
| ARC Cavaillon    | 0 - 2       | Caluire SCSC     |
| Cannes-Bocca Ol. | 1 - 5       | AS Romagnat      |
| 2e journée       |             |                  |
| Club             | Score       | Club             |
| Caluire SCSC     | 3 - 0       | Cannes-Bocca Ol. |
| AS Romagnat      | 1 - 3       | ARC Cavaillon    |
| 3e journée       |             |                  |
| Club             | Score       | Club             |
| Cannes-Bocca Ol. | 2 - 2       | ARC Cavaillon    |
| AS Romagnat      | 2 - 5       | Caluire SCSC     |

| 1re journée    | 1re journée | 1re journée    |
| Club           | Score       | Club           |
| -------------- | ----------- | -------------- |
| FC Metz        | 1 - 0       | AS Valentigney |
| ESF Vitry      | 1 - 1       | FC Vendenheim  |
| 2e journée     |             |                |
| Club           | Score       | Club           |
| AS Valentigney | 0 - 1       | ESF Vitry      |
| FC Vendenheim  | 3 - 0       | FC Metz        |
| 3e journée     |             |                |
| Club           | Score       | Club           |
| ESF Vitry      | 0 - 1       | FC Metz        |
| FC Vendenheim  | 6 - 0       | AS Valentigney |

| 1re journée   | 1re journée | 1re journée   |
| Club          | Score       | Club          |
| ------------- | ----------- | ------------- |
| Limoges FC    | 3 - 3       | SC Challans   |
| Bergerac Foot | 9 - 3       | AS Orléans    |
| 2e journée    |             |               |
| Club          | Score       | Club          |
| SC Challans   | 2 - 8       | Bergerac Foot |
| AS Orléans    | 4 - 4       | Limoges FC    |
| 3e journée    |             |               |
| Club          | Score       | Club          |
| Bergerac Foot | 2 - 1       | Limoges FC    |
| AS Orléans    | 6 - 2       | SC Challans   |

### Phase finale
Source : Erik Garin et Hervé Morard, « France - List of Women Final Tables », sur rsssf.com
|  | Quarts de finale | Quarts de finale | Quarts de finale | Quarts de finale |                |                | Demi-finales | Demi-finales | Demi-finales | Demi-finales |  |  | Finale                             | Finale | Finale | Finale |
|  |                  |                  |                  |                  |                |                |              |              |              |              |  |  |                                    |        |        |        |
|  |                  |                  |                  |                  |                |                |              |              |              |              |  |  | 31 mai 1974, Stade Auguste-Delaune |        |        |        |
|  |                  |                  |                  |                  |                |                |              |              |              |              |  |  |                                    |        |        |        |
|  | 1er gr.A         | Stade de Reims   | 2                | 5                |                |                |              |              |              |              |  |  |                                    |        |        |        |
|  | 1er gr.A         | Stade de Reims   | 2                | 5                |                |                |              |              |              |              |  |  |                                    |        |        |        |
|  | 2e gr.B          | FC Metz          | 1                | 0                |                |                |              |              |              |              |  |  |                                    |        |        |        |
|  | 2e gr.B          | FC Metz          | 1                | 0                | Stade de Reims | Stade de Reims | 2            | 2            |              |              |  |  |                                    |        |        |        |
|  |                  |                  |                  |                  | Stade de Reims | Stade de Reims | 2            | 2            |              |              |  |  |                                    |        |        |        |
|  |                  |                  | FC Rouen         | FC Rouen         | 0              | 1              |              |              |              |              |  |  |                                    |        |        |        |
|  | 1er gr.B         | FC Vendenheim    | FC Rouen         | FC Rouen         | 0              | 1              | 0            | 2            |              |              |  |  |                                    |        |        |        |
|  | 1er gr.B         | FC Vendenheim    |                  |                  |                |                |              | 2            |              |              |  |  |                                    |        |        |        |
|  | 2e gr.A          | FC Rouen         | 5                | 2                |                |                |              |              |              |              |  |  |                                    |        |        |        |
|  | 2e gr.A          | FC Rouen         | 5                | 2                | Stade de Reims | Stade de Reims | 5            | 5            |              |              |  |  |                                    |        |        |        |
|  |                  |                  |                  |                  | Stade de Reims | Stade de Reims | 5            | 5            |              |              |  |  |                                    |        |        |        |
|  |                  |                  | AS Orléans       | AS Orléans       | 0              | 0              |              |              |              |              |  |  |                                    |        |        |        |
|  | 1er gr.D         | Bergerac Foot    | AS Orléans       | AS Orléans       | 0              | 0              | 1            | 2            |              |              |  |  |                                    |        |        |        |
|  | 1er gr.D         | Bergerac Foot    |                  |                  |                |                |              |              |              |              |  |  |                                    |        |        |        |
|  | 2e gr.C          | ARC Cavaillon    | 0                | 1                |                |                |              |              |              |              |  |  |                                    |        |        |        |
|  | 2e gr.C          | ARC Cavaillon    | 0                | 1                | Bergerac Foot  | Bergerac Foot  | 1            | 1            |              |              |  |  |                                    |        |        |        |
|  |                  |                  |                  |                  | Bergerac Foot  | Bergerac Foot  | 1            | 1            |              |              |  |  |                                    |        |        |        |
|  |                  |                  | AS Orléans       | AS Orléans       | 1              | 2              |              |              |              |              |  |  |                                    |        |        |        |
|  | 1er gr.C         | Caluire SCSC     | AS Orléans       | AS Orléans       | 1              | 2              | 2            | 0            |              |              |  |  |                                    |        |        |        |
|  | 1er gr.C         | Caluire SCSC     |                  |                  |                |                |              | 0            |              |              |  |  |                                    |        |        |        |
|  | 2e gr.D          | AS Orléans       | 2                | 1                |                |                |              |              |              |              |  |  |                                    |        |        |        |
|  | 2e gr.D          | AS Orléans       | 2                | 1                |                |                |              |              |              |              |  |  |                                    |        |        |        |
|  |                  |                  |                  |                  |                |                |              |              |              |              |  |  |                                    |        |        |        |

## Bilan de la saison
| Championnat de France féminin de football 1974-1975 |                            |
| Champion                                            | Stade de Reims (1er titre) |
| Dauphin                                             | AS Orléans                 |
| Promotions et relégations                           |                            |
| Promus en Championnat de France                     | AS Pusignan                |
| Promus en Championnat de France                     | Stade quimpérois           |
| Promus en Championnat de France                     | AS Étrœungt                |
| Promus en Championnat de France                     | Olympique de Marseille     |
| Promus en Championnat de France                     | US Colomiers               |
| Promus en Championnat de France                     | US Blanzinoise             |
| Promus en Championnat de France                     | FC Yonnais                 |
| Relégués en Division d'Honneur                      | Caluire SCSC               |
| Relégués en Division d'Honneur                      | Cannes-Bocca Olympique     |
| Relégués en Division d'Honneur                      | ARC Cavaillon              |
| Relégués en Division d'Honneur                      | US Fourmies                |
| Relégués en Division d'Honneur                      | SC Challans                |

## Statistiques

### Classement des buteuses
|   | Buteuse                 | Club           | Buts |
| - | ----------------------- | -------------- | ---- |
| 1 | Marie-Bernadette Thomas | Stade de Reims | 5    |
| 2 | Maryse Casella          | AS Orléans     | 4    |
| 3 | Armelle Binard          | FC Rouen       | 3    |
| 3 | Dominique Dewulf        | Stade de Reims | 3    |
| 3 | Michèle Wolf            | Stade de Reims | 3    |